# Jennifer Ehle
Jennifer Ehle (izg. ˈiːliː) je britansko-ameriška filmska, televizijska in gledališka igralka, * 29. december 1969, Winston-Salem, Severna Karolina, Združene države Amerike.
Jennifer Ehle je najbolje prepoznavna po svoji vlogi Elizabeth Bennet v miniseriji iz leta 1995, Prevzetnost in pristranost.